# Walter Lantz

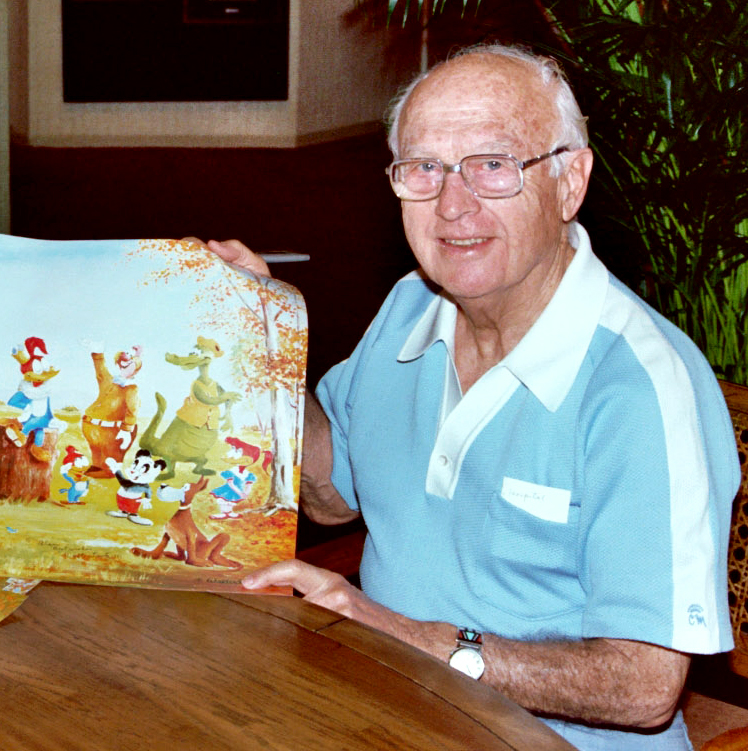
Walter Lantz, Aufnahme von 1983

Walter Benjamin Lantz (* 27. April 1899 in New Rochelle, New York; † 22. März 1994 in Burbank, Kalifornien) war ein US-amerikanischer Zeichner, Regisseur und Produzent von Zeichentrickfilmen. Lantz betrieb von 1929 bis 1972 sein eigenes Zeichentrickstudio, zu seinen bekanntesten Cartoonfiguren zählt Woody Woodpecker.

## Biografie

### Anfänge
Walter Lantz wurde in einer italienischen Immigrantenfamilie geboren. Sein Vater Francesco Paolo Lanza erhielt den neuen Familiennamen von einem Beamten der Einwanderungsbehörde bei seiner Ankunft in den USA. Walter war schon früh künstlerisch begabt, so absolvierte er als Zwölfjähriger einen Zeichenkurs als Fernunterricht. Die frühen Animationsfilme wie Winsor McCays Gertie the Dinosaur förderten sein Interesse an Comics und Cartoons.
Lantz arbeitete als Automechaniker in einer Werkstatt, als ein Kunde namens Fred Kafka auf seine Skizzen auf der Anschlagtafel der Werkstatt aufmerksam wurde. Kafka erkannte Lantz’ Talent, finanzierte ihm ein Studium bei der Art Students League von New York und beschaffte ihm eine Anstellung als Botenjunge bei einer Zeitung. 1915 arbeitete Walter Lantz erstmals an einem Animationsfilm unter der Leitung von Gregory La Cava für William Randolph Hearsts Trickfilmabteilung. Zu seinen ersten Arbeiten als Zeichner zählten Episoden der kurzlebigen Cartoonversion der Katzenjammer Kids. 1919 wechselte Lantz zum Studio von John R. Bray. Dort stieg er nach dem Weggang von Max Fleischer schnell zum Regisseur auf und schuf 1924 seine erste eigene Cartoonreihe, Dinky Doodle. Lantz trat in diesen frühen Trickfilmen selber auf und interagierte mit den Zeichentrickfiguren.
Als Bray 1927 Konkurs anmelden musste, ging Lantz nach Hollywood. Dort arbeitete er kurzzeitig als Gagautor für Mack Sennett. 1928 wurde er von Charles Mintz, dem Leiter des Winkler Studios engagiert. Mintz besaß die Rechte an der von Walt Disney entwickelten Cartoonreihe Oswald der lustige Hase (Oswald the Lucky Rabbit) und suchte neue Animatoren für die Fortsetzung der Reihe. Lantz arbeitete bei Winkler Pictures mit Cartoonisten wie Friz Freleng, Hugh Harman und Rudolf Ising zusammen, die später erfolgreich für Warner Brothers an der Entwicklung der Looney-Tunes-Filme arbeiteten. Universal Studios, die die Oswald-Cartoons vertrieben, waren aber mit der Qualität der Zeichentrickfilme unzufrieden. Universal-Präsident Carl Laemmle kündigte daher den Vertrag mit Mintz und entschied, ein eigenes Zeichentrickstudio direkt bei Universal anzusiedeln. Lantz wurde zum Leiter dieses Studios ernannt.

### Walter Lantz Productions

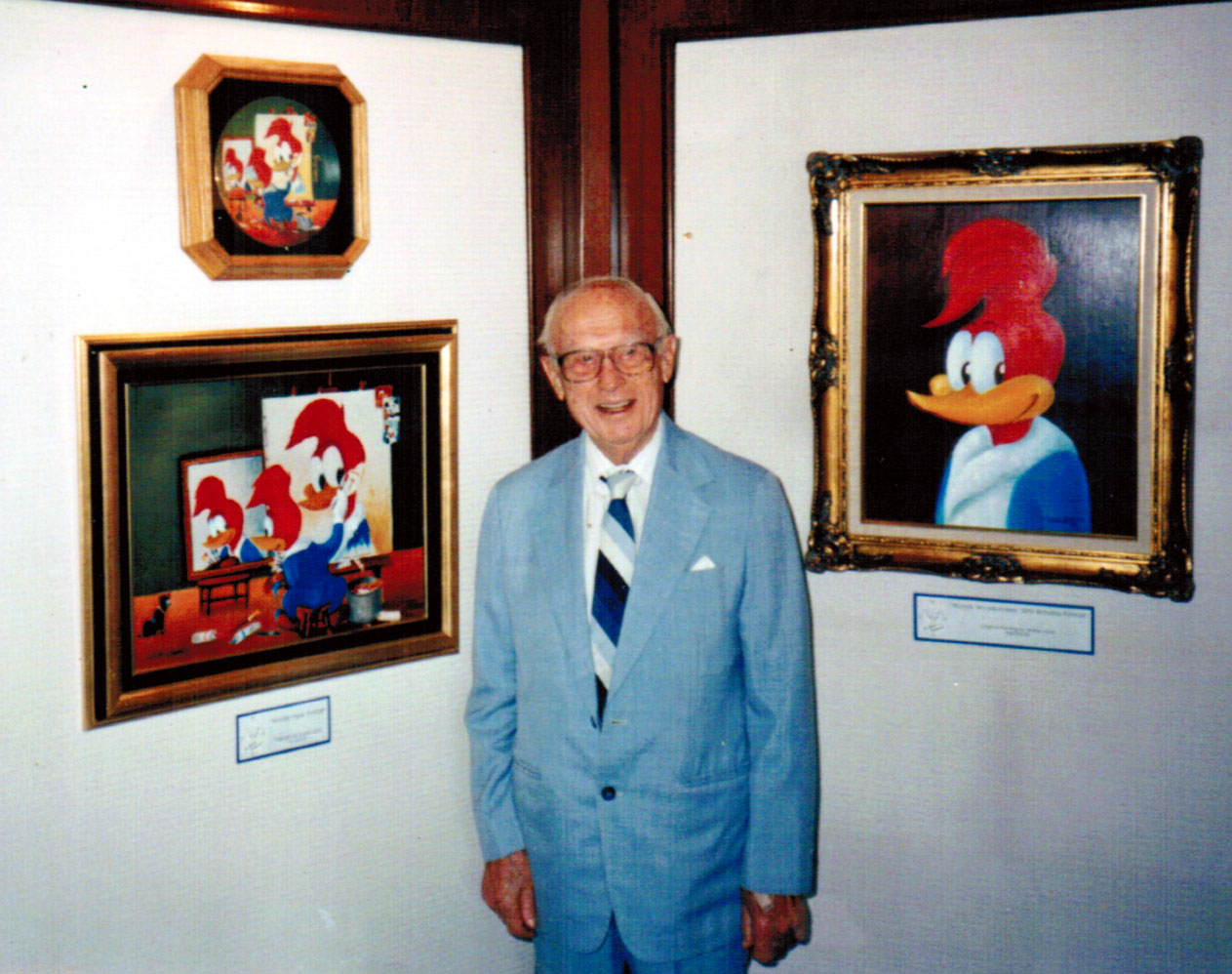
Walter Lantz hinter Bildern mit Woody Woodpecker (1990)

Da Harman und Ising nicht von Laemmle mit übernommen wurden, musste Walter Lantz nach Ersatz suchen. Es gelang ihm, Bill Nolan zu engagieren, der zuvor für das schlankere und modernere Aussehen von Felix the Cat verantwortlich war. Mit ihm zusammen veröffentlichte Walter Lantz am 2. September 1929 seinen ersten Cartoon, Race Riot. Lantz war hier zum ersten Mal Produzent, Regisseur und Zeichner in Personalunion. 1930 engagierte Lantz Tex Avery, Clyde Geronimi und Pinto Colvig als Zeichner, die aber schon bald wieder das Studio verließen. Für den Musikfilm King of Jazz mit dem Bandleader Paul Whiteman in der Hauptrolle produzierte Lantz eine Zeichentricksequenz, die als erste in der Filmgeschichte im Technicolorverfahren aufgenommen wurde.
Der Hase Oswald blieb der Star der Walter Lantz Productions, doch versuchte Lantz kontinuierlich, neue Charaktere zu entwickeln. 1932 produzierte er den ersten Pooch the Pup-Cartoon, doch wurde die Serie schon nach einem Jahr wieder eingestellt. Von 1935 bis 1937 wurden Filme mit den Schimpansen Meany, Miny und Moe produziert, deren Charaktere an The Three Stooges angelehnt waren. Parallel entwickelte Lantz ab 1934 Cartoons, in denen Geschichten ähnlich wie bei Disneys Silly Symphonies ohne wiederkehrende Charaktere erzählt wurden. Die erste Reihe, die Cartune Classics, wurde im 2-Farben-Druckverfahren von Technicolor aufgenommen. Da Lantz aber damit nicht mit Disneys Farbfilmen konkurrieren konnte, wurden die Cartune Classics ein Jahr später wieder eingestellt.
Als Carl Laemmle 1935 die Leitung von Universal abgeben musste, nutzte Lantz die Chance, mit dem Zeichentrickstudio unabhängig zu werden. Die Cartoons wurden aber auch weiterhin von Universal vertrieben. Da sich die Geschichten um Oswald nicht weiterentwickelten, suchten Lantz und seine Mitarbeiter nach geeignetem Ersatz, zunächst aber ohne Erfolg. 1938 lief die Oswald-Reihe aus, es wurden zunächst nur noch Cartoons der New Universal Cartoon Reihe ohne wiederkehrende Charaktere veröffentlicht. Dabei übernahmen immer häufiger andere Mitarbeiter die Regie, Lantz konzentrierte sich auf die Produktion der Filme und Organisation des Studios. Im September 1939 hatte Lantz schließlich mit dem Pandabären Andy Panda einen adäquaten Nachfolger für Oswald gefunden. Life Begins for Andy Panda war auch einer der ersten Lantz-Cartoons, die im 3-Farbenverfahren von Technicolor veröffentlicht wurden. Mit Andy Panda konnte Lantz an die Erfolge der frühen 1930er Jahre anschließen. Trotzdem geriet Walter Lantz Productions aufgrund der gestiegenen Produktionskosten in finanzielle Schwierigkeiten, und Anfang des Jahres 1940 musste das Studio für kurze Zeit geschlossen werden. Lantz einigte sich aber schnell mit Universal über einen neuen Vertrag, bei dem er sogar alle Verwertungsrechte an den von ihm entwickelten Figuren erhielt.
Kurze Zeit später feierte der hyperaktive Buntspecht Woody Woodpecker sein Debüt in dem Andy-Panda-Cartoon Knock Knock. Woody Woodpecker wurde zu Lantz’ größtem Erfolg. Die Idee dazu soll Lantz während seiner Flitterwochen mit der Schauspielerin Grace Stafford gekommen sein. Die markante Stimme von Woody wurde in den ersten drei Filmen von Mel Blanc gesprochen. Als dieser aber zu Warner Brothers wechselte, musste Gagautor Ben Hardaway einspringen. Lantz verwendete auch weiterhin Blancs unnachahmliches Lachen für Woody, weshalb es Ende der 1940er Jahre zu einem Rechtsstreit zwischen Blanc und Lantz kam, als der für den Cartoon Wet Blanket Policy geschriebene The Woody Woodpecker Song zu einem großen Hit und für einen Oscar als bester Song nominiert wurde. Blanc unterlag vor Gericht, Lantz einigte sich aber trotzdem außergerichtlich mit Mel Blanc und begann, nach einer neuen Stimme für Woody Woodpecker zu suchen. Anfang der 1950er Jahre nahm Lantz’ Ehefrau Gracie heimlich Probeaufnahmen auf und wurde tatsächlich als die neue Stimme von Woody Woodpecker engagiert. Sie blieb Woodys Stimme bis in die 1980er Jahre, zunächst ungenannt, da sie befürchtete, die Kinder zu enttäuschen, wenn Woody von einer Frau gespielt würde.
Ende der 1940er Jahre durchlebte Walter Lantz seine größte berufliche Krise. Nachdem 1947 der Vertrag mit Universal ausgelaufen war, bestand Universal darauf, bei einer Fortsetzung des Vertriebs wieder die Verwertungs- und Lizenzrechte an Lantz’ Figuren zu erhalten. Er beendete daraufhin die Zusammenarbeit und gewann United Artists als neuen Verleiher seiner Cartoons. Es wurden aber nur zwölf Filme für United Artists produziert; finanzielle Probleme zwangen Lantz, das Studio im Jahr 1949 zu schließen. 1950 konnte Lantz den Betrieb durch kleinere Auftragsarbeiten wieder aufnehmen, aber erst 1951 einigte er sich mit Universal auf eine erneute Partnerschaft. Universal hatte zunächst nur sieben Woody-Woodpecker-Cartoons in Auftrag gegeben, da aber schon die ersten Filme ein großer Erfolg wurden, wurden bald weitere Filme bestellt. Auch wenn die Cartoons nie das künstlerische Niveau oder den Humor der Disneyfilme oder der Looney-Tunes-Cartoons erreichten, waren sie eine lukrative Einnahmequelle sowohl für Lantz als auch für Universal.

### Die späten Jahre
Nach dem Neuanfang mit Universal konzentrierte sich Lantz zunächst auf den Publikumsliebling Woody Woodpecker. Andy Panda kehrte nicht auf die Leinwand zurück, stattdessen hatte Ende 1953 ein kleiner Pinguin namens Chilly Willy seinen ersten Auftritt. Chilly Willy entwickelte sich zum zweiten Star neben Woody Woodpecker. Zur Popularität von Chilly Willy trug mit bei, dass Tex Avery zum Ende seiner Karriere nochmal ein kurzes Gastspiel bei Walter Lantz gab und bei zwei der früheren Chilly-Willy-Filme Regie führte.
1957 folgte Lantz dem Beispiel Disneys und produzierte für den Fernsehsender ABC die Fernsehreihe The Woody Woodpecker Show. In dieser Serie wurden nicht nur ältere Cartoons gezeigt, sondern Walter Lantz trat auch selber vor die Kamera und erklärte in kurzen Einspielfilmen, wie Zeichentrickfilme hergestellt werden. Die Serie lief zunächst für ein Jahr bei ABC und wurde danach bis in die späten 1960er Jahre bei lokalen Fernsehstationen wiederholt.
Trotz der zunehmenden Konkurrenz durch das Fernsehen produzierte Lantz neue Kurzfilme ausschließlich für das Kinoprogramm. Lantz führte auch weiterhin neue Charaktere ein, entweder als Gegenspieler für Woody Woodpecker oder als Star in eigenen, meist kurzlebigen Cartoonreihen. Die letzte erfolgreiche Reihe wurde 1962 mit der Beary Family gestartet, bei der Jack Hannah Regie führte. Anfang der 1970er Jahre war Walter Lantz der letzte bedeutende Produzent von Cartoons fürs Kino. Von den Zeichentrickstudios der 1930er Jahre war neben Lantz nur noch Walt Disney Productions aktiv, die sich allerdings auf Langfilme konzentrierten. 1972 löste Walter Lantz sein Studio auf. Bye, Bye Blackboard mit Woody Woodpecker war der letzte Film der Walter Lantz Productions. Insgesamt hatte Walter Lantz seit 1935 mehr als 800 Cartoons produziert.
Als Rechteinhaber an den Cartoons und Figuren blieb Lantz auch im Ruhestand aktiv. Er überwachte die Auswertung seiner Filme im Fernsehen und die Vermarktung der Figuren auf Merchandising-Produkten. 1979 wurde Lantz mit einem Ehrenoscar ausgezeichnet. Lantz war als Produzent insgesamt zehnmal für einen Oscar für den Besten animierten Kurzfilm nominiert, ohne je einen gewonnen zu haben.
1984 verkaufte Walter Lantz seine Rechte an MCA, dem Besitzer von Universal. 1993 stiftete er ein Stipendium für Trickfilmzeichner am California Institute of the Arts. Am 22. März 1994 starb Walter Lantz im Alter von 94 Jahren an Herzversagen im St. Joseph Medical Center in Burbank, Kalifornien.

## Auszeichnungen
- 1973: Die International Animated Film Society verleiht Walter Lantz den Winsor McCay Award für sein Lebenswerk.
- 1979: Verleihung des Ehrenoscars an Walter Lantz für „die Freude und das Lachen, das er mit seinen einzigartigen Cartoons in die ganze Welt gebracht hat“.[4]
- 1986: Walter Lantz wird mit einem Stern auf dem Hollywood Walk of Fame geehrt.

## Filmografie (Auswahl)
- 1933: The Merry Old Soul
- 1934: Jolly Little Elves
- 1941: Boogie Woogie Bugle Boy of Company 'B'
- 1942: Juke Box Jamboree
- 1943: Andy Panda's Victory Garden
- 1943: The Dizzy Acrobat
- 1944: Gebackener Fisch (Fry Fish)
- 1946: Poet und Bauer (The Poet & Peasant)
- 1946: Musical Moments from Chopin
- 1948: Startbahn ins Glück (You Gotta Stay Happy)
- 1953: Chilly Willy
- 1955: Crazy Mixed Up Pup
- 1955: The Legend of Rockabye Point
- 1982: Woody Woodpecker and His Friends

## Publikationen
- Walter Lantz: Walter Lantz new funnies. A Dell comic. Dell Publ., New York (USA) 1949–1949. (Zeitschrift; nachgew. Jahrgang)
- Walter Lantz: Zeichen-Trickfilm-Klassiker, Nr. 39; Woody Woodpecker. Bildschriftenverl., Aachen 1968. (dt. Übers. aus dem Englischen)
- Walter Lantz: Comic-Gross-Album, Nr. 2; Widdi Hupf, Widdi Hupf reitet wieder. Bildschriften-Verl., Aachen 1970. (dt. Übers. aus dem Englischen)
- Woody Woodpecker, das Feuerwerk. Autoris. Ausg., Whitman, Frankfurt am Main 1970. (dt. Übers. aus dem Englischen; Bilder von Walter-Lantz-Studio)